# Nephrolepis equilatera
Nephrolepis equilatera är en spjutbräkenväxtart som beskrevs av A. Rojas. Nephrolepis equilatera ingår i släktet Nephrolepis och familjen Nephrolepidaceae. Inga underarter finns listade.